# Mount Cardinal
Mount Cardinal är ett berg i Kanada.   Det ligger i provinsen Alberta, i den centrala delen av landet, 3 100 km väster om huvudstaden Ottawa. Toppen på Mount Cardinal är 2 560 meter över havet, eller 92 meter över den omgivande terrängen. Bredden vid basen är 0,69 km.
Terrängen runt Mount Cardinal är kuperad åt nordost, men åt sydväst är den bergig. Trakten runt Mount Cardinal är nära nog obefolkad, med mindre än två invånare per kvadratkilometer.. 
I omgivningarna runt Mount Cardinal växer i huvudsak barrskog.